# 许惇
許惇（6世纪—572年），字季良，高陽郡新城县（今河北省徐水县西南）人，東魏、北齐官员，齐后主时尚书右仆射。

## 生平
許惇是高陽章武二郡太守許護之子。許惇清识敏速，达于从政，任司徒主簿，有判断能力，号为入铁主簿。东魏时，转任陽平郡太守，治理号为天下第一，魏孝静帝特加赏异，于阙图画他的画像，诏颁天下。历任魏尹、齐州刺史、梁州刺史，以善政知名。後入朝为大司農。侯景叛乱，王思政入据潁川城，高岳率兵討伐，許惇担当漕運，供应军需，从无迟滞。許惇進言引洧水水攻潁川城。转任殿中尚書。
許惇胡须漂亮，下垂至腰带，省中称他为長鬣公。齐文宣帝喝醉了酒，握住許惇的胡须称美，用刀割下了他的胡须，只留下一把。許惇害怕，不敢再留胡须，当時之人于是称他为齐鬚公。
齐武成帝即位，許惇兼御史中丞，出任膠州刺史。入为司農卿，转任大理卿，再任度支尚書。历任太子少保、少師、光禄大夫、開府儀同三司、尚書右僕射、特進，封爵万年县子，食邑下邳郡。
許惇敏识善断，长于政务，与士人聚，则杜口终日，或伏几沉睡。因年老致仕，武平三年（572年）去世。

## 子
- 許文紀（武平末年任度支郎中）
- 許文经（武平末年任殿中侍御史，隋朝開皇初年为侍御史兼通直散騎常侍，接待陳使。在相州長史任上去世）

## 注
1. ↑  《北齐書》、《北史》本传记载，《梁書》卷56侯景传作「齊州刺史許季良」。
2. ↑  原文「三年卒」，根据張森楷考証，《北齐書》卷8後主紀·武平三年八月己丑条记载「特進許季良為左僕射」，武平年間以後隆化・德昌・承光年間不够三年，所谓三年即武平三年。

## 延伸阅读
[在维基数据编辑]
 《北齊書/卷43》，出自李百药《北齊書》